# マーシャル郡 (アラバマ州)
マーシャル郡 (英: Marshall County) は、アメリカ合衆国アラバマ州の北東部に位置する郡である。人口は93,019人（2010年）である。郡庁所在地はガンターズビルである。1836年1月9日に設置された。

## 地理
アメリカ合衆国統計局によると、総面積1,614.0km2(623.16 mi2) 、このうち1,468.7km2 (567.06 mi2) が陸地で145.3km2 (56.1 mi2) が水面である。総面積の9.0%が水面となっている。テネシー川が北部を東西に流れている。

### 主な高速道路
- 高速231号線
- 高速431号線
- 州道68号線
- 州道69号線
- 州道75号線
- 州道79号線
- 州道168号線
- 州道179号線
- 州道205号線
- 州道227号線

### 鉄道
- アラバマ・テネシー川鉄道

### 河川
- テネシー川

### 隣接する郡
- ジャクソン郡 （北東）
- ディカーブ郡 （東）
- エトワ郡 （南東）
- ブラウント郡 （南）
- カルマン郡 （南西）
- モーガン郡 （西）
- マディソン郡 （北西）

## 人口
2000年国勢調査では、この郡は人口82,231人、32,547世帯、及び23,531家族が暮らしている。人口密度は56/km2 (145/mi2) 。36,331軒の住宅が建っており、密度は25/km2 (64/mi2) 。この郡の人種構成は白人93.38%、アフリカ系1.47%、ネイティブアメリカン0.53%、アジア系0.24%、ポリネシア系0.04%、その他の人種3.24%、及び混血1.09%である。また、5.66%はヒスパニックまたはラテン系である。
32,547世帯のうち32.40%に18歳以下の子供がおり、57.80％が夫婦の世帯、10.70％の世帯主が夫のいない女性、27.70％は男性のみの世帯である。24.60％は単身世帯で10.90％は65歳以上の高齢者世帯である。1世帯当たりの人数は2.50人、1家族当たりの人数は2.96人である。
この郡内の住民は24.90%が18歳未満の未成年、18歳以上24歳以下が8.50%、25歳以上44歳以下が29.00%、45歳以上64歳以下が23.40%、及び65歳以上が14.20%。中央値年齢は37歳である。女性100人に対して男性は94.80人である。18歳以上の女性100人に対して男性は91.50人である。
この郡の世帯ごとの平均収入は32,167米ドルであり、家族ごとの平均収入は38,788米ドルである。男性の平均収入30,500米ドルに対して女性の平均収入は20,807米ドルである。この郡の一人当たりの収入 (per capita income) は17,089米ドルである。人口の14.70%及び家族の11.70%は貧困線以下である。全人口のうち18歳未満の17.90%及び65歳以上の19.30%は貧困線以下の生活を送っている。

## 都市及び町
市
- ガンターズビル（Guntersville）（郡庁所在地）
- ボアズ
- アラブ
- アルバートビル（Albertville）

町
- ダグラス（Douglas）
- グラント（Grant）
- ホートン（Horton）
- ユニオングローブ（Union Grove）

## 観光地
ガンタースビル湖州立公園、大聖堂洞窟州立公園、バックスポケット州立公園といった屋外レクレーション施設がある。